# Bella Lesnik

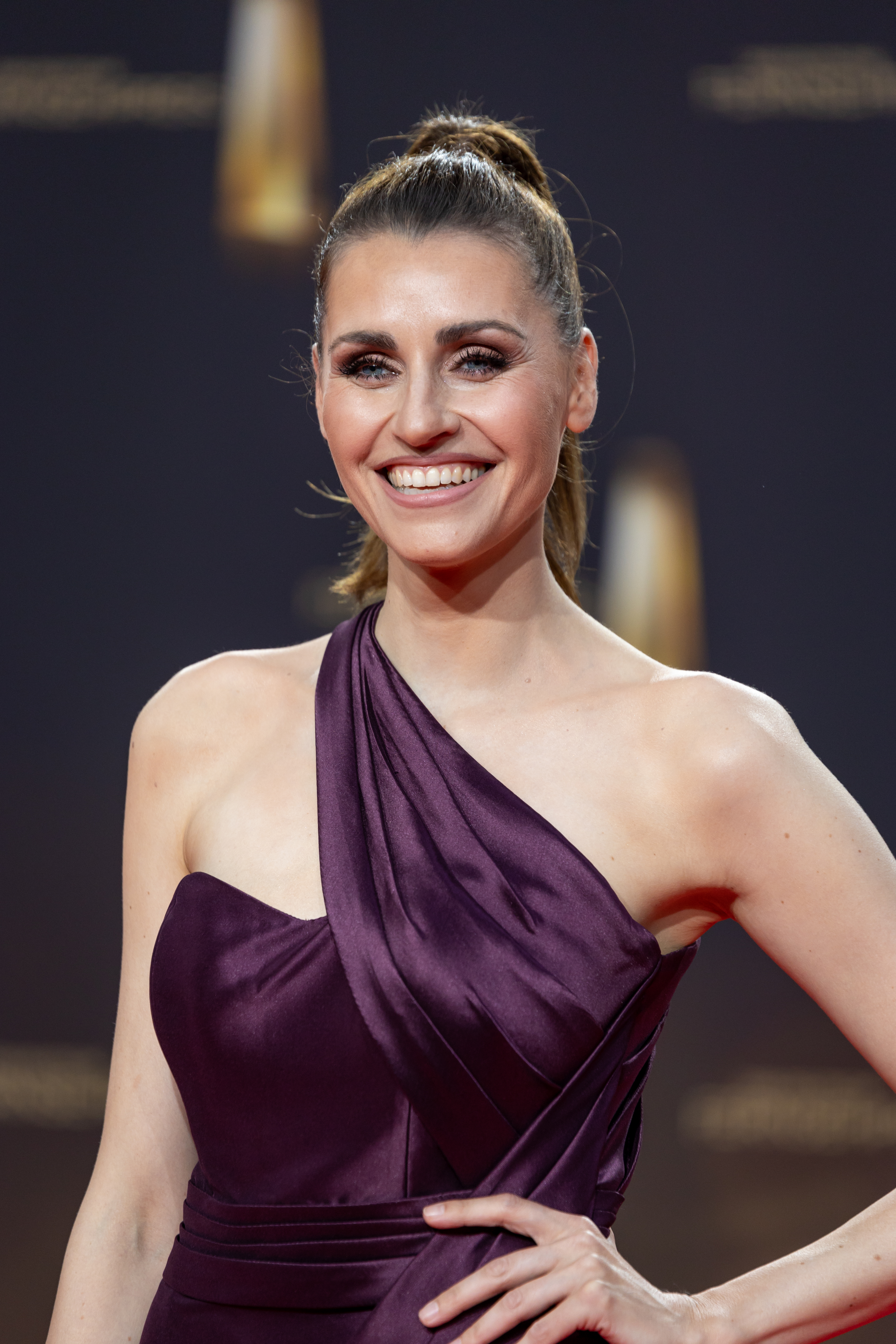
Bella Lesnik beim Deutschen Fernsehpreis 2023

Bella Lesnik (* 13. Juni 1982 in Wolfenbüttel)  ist eine deutsche Fernseh- und Radiomoderatorin.

## Leben und Karriere
Nach ihrem Abitur studierte Lesnik ohne Abschluss Grundschullehramt an der Technischen Universität Braunschweig. Seit 2005 arbeitet sie als Moderatorin. Ihren ersten Auftritt vor der Kamera hatte sie bei Stefan Raabs Bundesvision Song Contest, wo sie die Punktvergabe bekannt gab. Sie war außerdem – unter anderem für die Sender ENERGY Bremen und Antenne Unna – als Radiomoderatorin tätig. Von 2008 bis 2013 war sie für den Sender 1LIVE tätig. Neben Moderationen für die Sendungen Samstag Live! (Sky) und Lokalzeit OWL (WDR), war sie außerdem auch Gast in mehreren Talk- und Spielshows.
Seit 2015 moderiert Lesnik als Vertretung für Frauke Ludowig das RTL-Boulevardmagazin Exclusiv – Das Starmagazin. Zudem moderiert sie vor allem auch die Wochenendausgaben Exclusiv – Weekend. Im Januar 2020 war sie für zwei Wochen in Australien als Reporterin für die 14. Staffel von Ich bin ein Star – Holt mich hier raus! zu sehen, wo sie die neuesten Geschehnisse für die RTL-Magazine zusammenfasste und zudem mit den Moderationskollegen Sonja Zietlow und Daniel Hartwich in der Sendung Ich bin ein Star – Die Stunde danach redete.
Lesnik war mit Arnd Zeigler verheiratet und hat eine Tochter aus dieser Beziehung.

## Moderation

### Fernsehen
- 2005: Punktevergabe für Bremen beim Bundesvision Song Contest (ProSieben)
- 2012–2013: Samstag Live! (Sky)
- 2013–2015: Lokalzeit OWL (WDR)
- seit 2015: Exclusiv – Das Starmagazin (RTL)
- 2016: Deutschland sucht den Superstar – Die große Final-Party (RTL)
- 2019–2022: Best of…! Deutschlands schnellste Ranking-Show (RTL)
- seit 2023: Kampf der Realitystars – Die Stunde nach der Stunde der Wahrheit (RTL Zwei, zusammen mit Aaron Troschke)

### Radio
- 2005–2006: ENERGY Bremen
- 2007: Antenne Unna, Radio WAF
- 2007–2008: You FM
- 2008–2013: 1LIVE

## Weitere Auftritte

### Fernsehen
- 2012: Das NRW Duell (WDR) (Kandidatin)
- 2019: Promi Shopping Queen (VOX) (Kandidatin)
- 2019: DAS! (NDR) (Gast)
- 2020: Ich bin ein Star – Die Stunde danach (RTL) (Reporterin)
- 2022: RTL Turmspringen (RTL) (Kandidatin)
- 2023. Promi Game Night (RTL Zwei) (Mitspielerin)
- 2024: Splash! Das Promi-Pool-Quiz (RTL) (Kandidatin)

### Podcast
- 2020: Ich bin ein Star – Holt mich hier raus! – Der Podcast (RTL+)
- 2020: Let’s Dance – Der offizielle Podcast (RTL+)
- seit 2021: Exclusiv – Das Starmagazin – Der Podcast (RTL+)